# Bosque templado húmedo

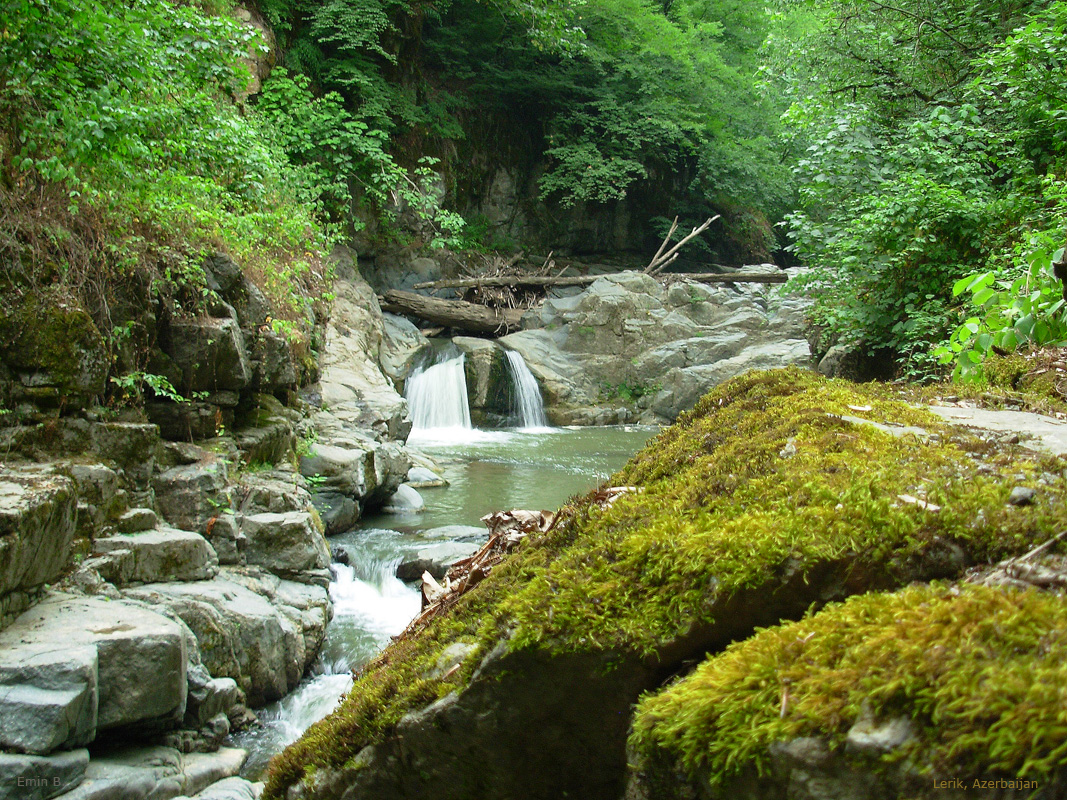
Bosque templado húmedo en Azerbaiyán

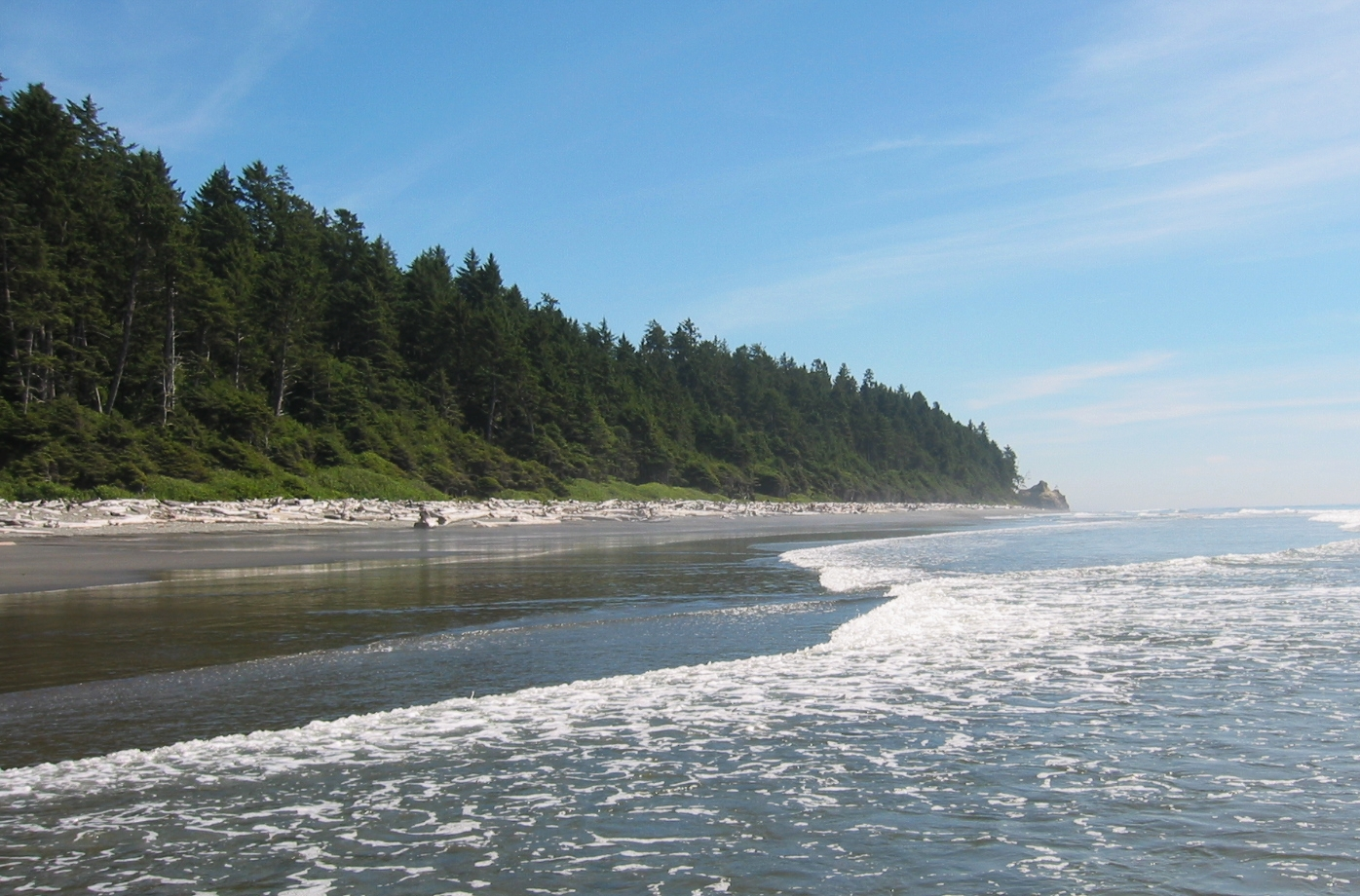
Bosque de coníferas en la península Olympic, el bosque llega incluso a la línea de costa.

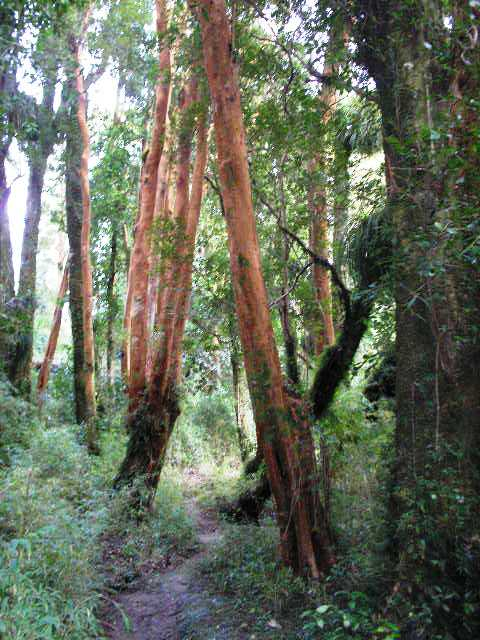
Bosque de arrayanes en la costa del Pacífico de la Isla de Chiloé (Chile). Esta área, en la vertiente occidental de la cordillera del Piuchén, recibe más de 4 metros de lluvia al año.

Los bosques templados húmedos son los bosques situados en una latitud media que reciben gran cantidad de precipitaciones debido principalmente a que se encuentran en áreas de clima oceánico. Pueden ser bosques de coníferas (donde predominan las gimnospermas) o de frondosas (donde predominan las plantas de hojas anchas o angiospermas). Se encuentran al noroeste de América del Norte, noroeste de Europa (Gran Bretaña, Noruega y noroeste de España), sur de Chile y sudoeste de Argentina, sudeste de Australia (Tasmania/Victoria) y la costa occidental de Nueva Zelanda). Otros, por el contrario crecen en zonas subtropicales como al este del mar Negro (noreste de Turquía y oeste de Georgia), el sur y suroeste del mar Caspio (sureste y noreste de Azerbaiyán y norte de Irán), la isla Norte de Nueva Zelanda Sudáfrica, Japón, así como Taiwán. 
Los bosques húmedos templados se distinguen de otros bosques templados por unos pocos factores: 
- Precipitaciones: altas precipitaciones (mínimo 2000-3000 mm/año, dependiendo de la latitud), casi siempre provenientes de los vientos oceánicos.

- Relativa proximidad al océano: los bosques templados húmedos dependen de la cercanía del océano para moderar las variaciones estacionales de la temperatura, creando inviernos más suaves y veranos más frescos que en las áreas climáticas continentales. Muchos bosques templados húmedos desarrollan nieblas en verano que mantienen el fresco durante los meses más cálidos.

- Montañas costeras: los bosques húmedos templados se desarrollan cuando hay montañas cerca del océano, lo que aumenta el nivel de precipitación en las caras que dan hacia el océano

## Tipos
Hay fundamentalmente tres tipos de ecosistemas definidos como bosques templados húmedos:
- Bosque laurifolio o selva templada, como en Chile y Argentina (Ecorregión bosque valdiviano).
- Bosque templado de coníferas húmedo, como el de la costa oeste de Norteamérica.
- Bosque caducifolio húmedo, común en Europa Occidental.

Distribución original de los bosques lluviosos templados.

- Datos: Q845725
- Multimedia: Temperate rainforests / Q845725